# Krásenská lípa
Krásenská lípa byl památný strom lípa malolistá (Tilia cordata) v Krásné, části obce Tři Sekery v okrese Cheb v Karlovarském kraji.
Rostl v obci u hlavní silnice na soukromém pozemku. Z důvodu prodloužení životnosti lípy bylo nutné provést radikální snížení koruny. Sesazení a zmenšení objemu koruny, nové zastřešení dutiny a instalaci nových vazeb v souvislosti s havarijním stavem lípy provedla v roce 2005 plzeňská firma Prostrom Bohemia. Torzo stromu s nízko rozdvojeným kmenem a nově se tvořící korunou sahalo do výšky 13 m, obvod kmene měřil 559 cm (měření 2014). Strom byl chráněn od roku 2005.

## Zánik
Radikálním odlehčením stromu formou snížení koruny, provedeným v lednu 2007 krátce před orkánem Kyrillem, došlo k částečné stabilizaci lípy a prodloužení její životnosti. V roce 2017 se koruna jednoho kmene olistila jen velmi řídce, což svědčilo o blížícím se zániku stromu. Naplnily se předpoklady z tahové zkoušky stromu o nevyhovující bezpečnosti. Na jaře roku 2018 musel být strom poražen.
Na žádost vlastníků pozemků došlo vyhláškou Městského úřadu v Mariánských Lázních ke zrušení ochrany památného stromu ke dni 20.3.2018.

## Stromy vokolí
- Dub U oříšku (zaniklý)
- Smrk pod Ovčím vrchem
- Dub u Vondráčků
- Dub u Hamrnického zámečku